# Ghijasa de Jos, Sibiu
Ghijasa de Jos, mai demult Visa de Jos, Ghijașa-de-Jos (în dialectul săsesc Grisgesesz, în germană Untergesäss, în maghiară Alsógezés) este un sat în comuna Nocrich din județul Sibiu, Transilvania, România.

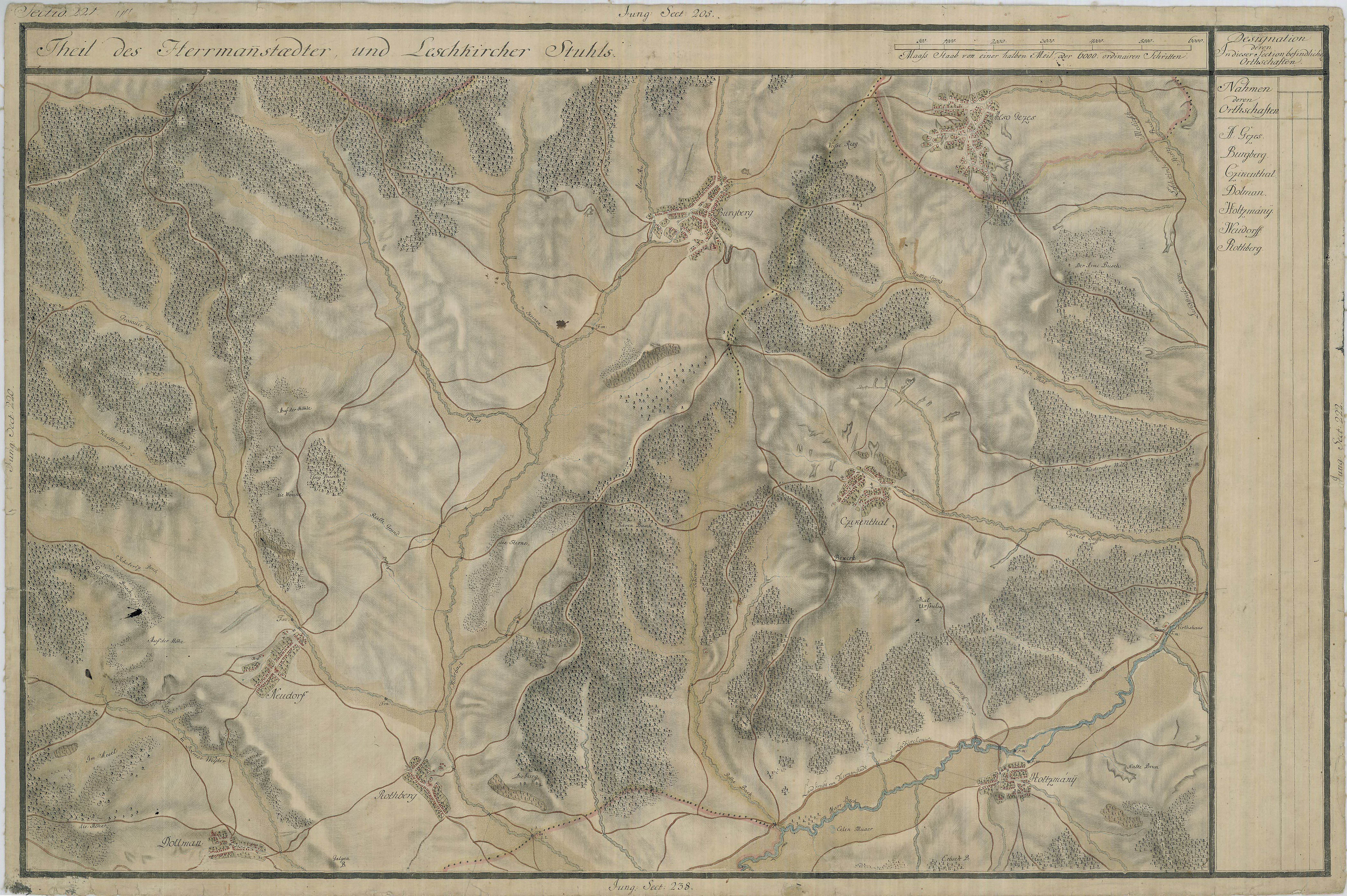
Ghijasa de Jos în Harta Iosefină a Transilvaniei, 1769-1773